# Druga fronta (film)
Druga fronta (angleško The Second Front; rusko Второй фронт) je rusko-ameriški vojno-akcijski film o judovskem znanstveniku Nicolasu Rausu, katerega so med 2. svetovno vojno hotele prijeti obveščevalne službe nacistične Nemčije in zaveznikov (Združenega kraljestva, ZDA in Sovjetske zveze).

## Zgodba
Na začetku 2. svetovne vojne je nemški znanstvenik Nikolas Raus prebežal v Anglijo da bi tam nadaljeval z delom na novem strašnem orožju. Na oddihu na Cipru so ga zajeli Nemci. Ameriški agent Frank Hossom, Olga Rjabina z vzdevkom Princesa in sovjetska odprava specialistov NKVD so v Ukrajini Rausa rešili. Med reševalno akcijo so padli vsi specialisti, nazadnje v letalu njihov vodja Veklič.

## Vloge
- Todd Field - Nicolas Raus
- Craig Sheffer - Frank Hossom
- Svetlana Metkina - Olga Rjabina alias Princeska
- Ron Perlman - general von Binding
- Aleksej Valerjevič Serebrjakov - Veklič
- Aleksander Djačenko - Lubenec
- Aleksej Aleksandrovič Čadov - Bikov
- Bogdan Gračik - Hans
- Nicholas Irons - Garry
- Guy Siner - Archer
- Tom Lasica - britanski agent
- Oleg Drač - general MGB
- Sergej Dimitrijevoič Romanjuk - polkovnik MGB
- Vladimir Samojljuk - kartograf, poročnik MGB
- Anatolij Gnatjuk - Ljahov
- Rima Zjubina - sovjetska agentka
- Aleksander Kobzar - nemški ostrostrelec
- Andrej Krivoručko - Kruger